# Cornelis de Graeff
Pour les articles homonymes, voir Graeff.
Cornelis de Graeff, seigneur libre de Zuid-Polsbroek (Amsterdam, 15 octobre 1599 – 4 mai 1664), fut un bourgmestre et régent d'Amsterdam, et été homme politique du Siècle d'or néerlandais.

## Biographie

### Famille
Né en 1599 au sein des De Graeff, famille régente d'Amsterdam, Cornelis est le fils de Jacob Dircksz de Graeff, bourgmestre d'Amsterdam et membre de la Nederlands Hervormde kerk (« Église Réformée néerlandaise »). Il était le frère d'Andries de Graeff et d'Agneta de Graeff van Polsbroek la femme de Johan de Witt, grand-pensionnaire de Hollande. De Graeff se maria à Catharina Hooft, cousine de Pieter Corneliszoon Hooft. Le couple eut deux fils, Pieter de Graeff et Jacob de Graeff. Le château de Ilpenstein et la maison Soestdijk constituaient le domaine de la famille de Graeff.

### Carrière politique
Cornelis de Graeff fut seigneur libre de Zuid-Polsbroek, au nom de la Cite d'Amsterdam seigneur de Nieuwer-Amstel et Amstelveen, seigneur du manoir (Ambachtsheer) de Sloten, près d'Amsterdam, et président de Compagnie néerlandaise des Indes orientales en 1626. Il fut également conseiller en chef de l'Amirauté d'Amsterdam. En 1643 De Graeff fut bourgmestre d'Amsterdam.
Au milieu du XVIIe siècle, Cornelis de Graeff contrôla les finances et la politique de la ville et de la Hollande, en collaboration étroite avec son frère Andries de Graeff, son neveu Johan de Witt, son beau-père Andries Bicker (nl) et son grand-neveu Johan Huydecoper van Maarsseveen. Opposé modéré à la maison d'Orange, il succéda au républicain Andries Bicker. De Graeff a été conseiller de stathouder Frédéric-Henri d'Orange-Nassau. Cornelis de Graeff a été avec Andries Bicker l'un des principaux promoteurs à la fin de la guerre de Trente Ans avec l'Espagne, qui a pris fin en 1648 dans le traité de Münster,,. Vers 1650, De Graeff fait construire la maison Soestdijk sur la route de Baarn à Soest. Le stathouder Guillaume III d'Orange transforme cette maison en pavillon de chasse entre 1674 et 1678.
Une des clés de la réussite politique de De Graeff réside dans son étroite collaboration avec Johan de Witt. Tôt après son élection en tant que pensionnaire de Hollande, les Provinces-Unies doit mener de front la guerre contre l'Angleterre républicaine. En 1654, De Witt et De Graeff conclut la paix avec l'Angleterre de Cromwell qui demande l'exclusion de la famille d'Orange-Nassau du stathoudérat, car depuis le mariage de Guillaume II à Marie Henriette Stuart, fille de Charles Ier d'Angleterre, il se défie des liens entre les Stuarts et la maison d'Orange.

## Galerie

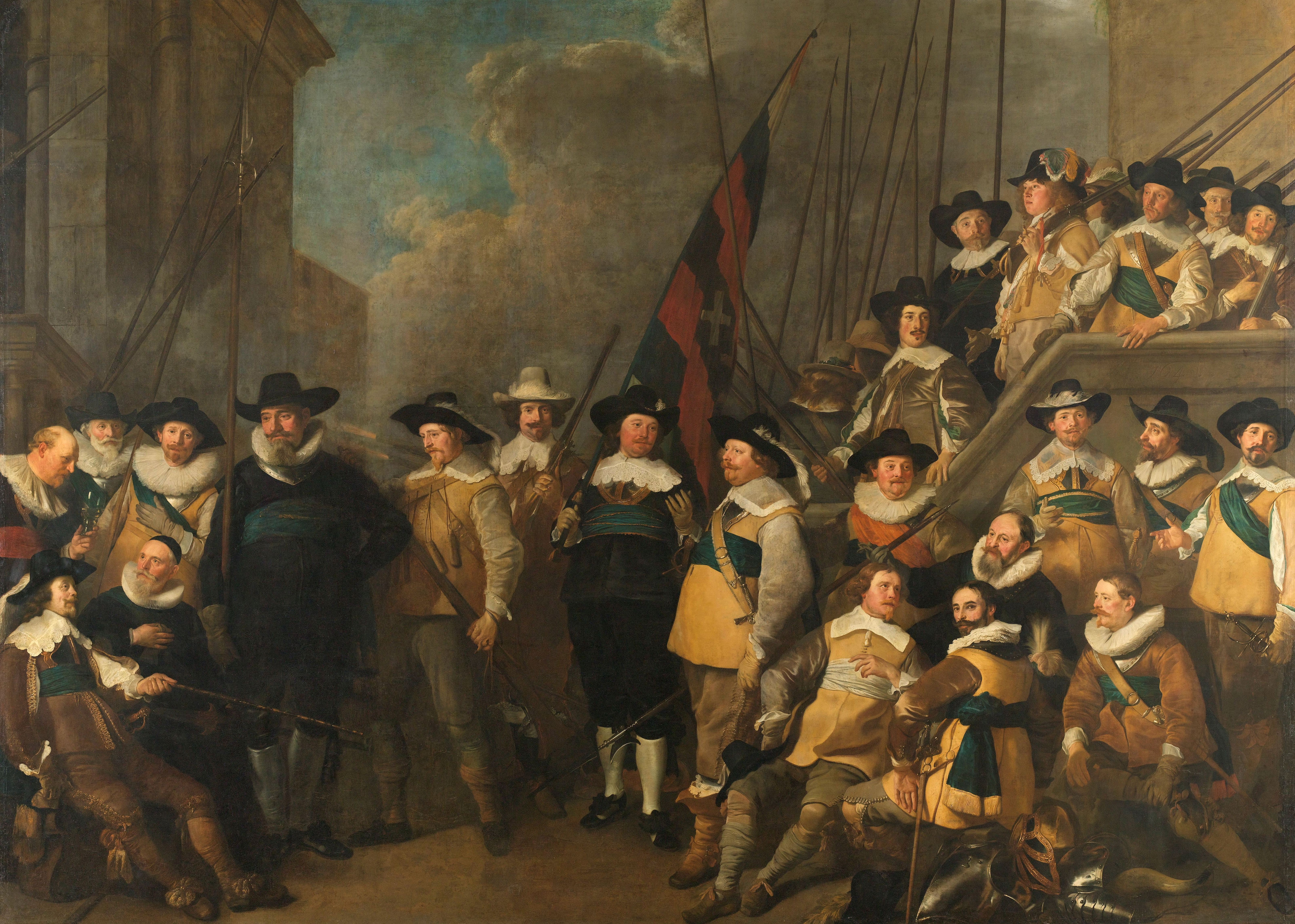
Compagnie d'arquebusiers de Cornelis de Graeff (gauche), Amsterdam, par Jacob Adriaensz Backer (1642)
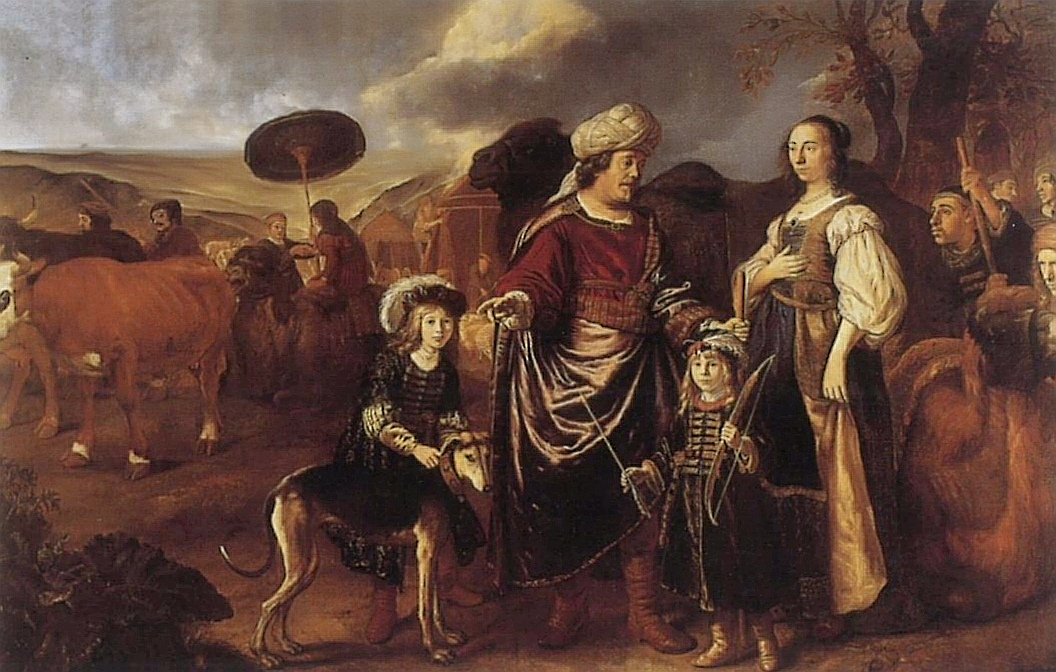
Allégorie de Cornelis de Graeff en tant que chef de son peuple, peinture de Jan Victors (1652)
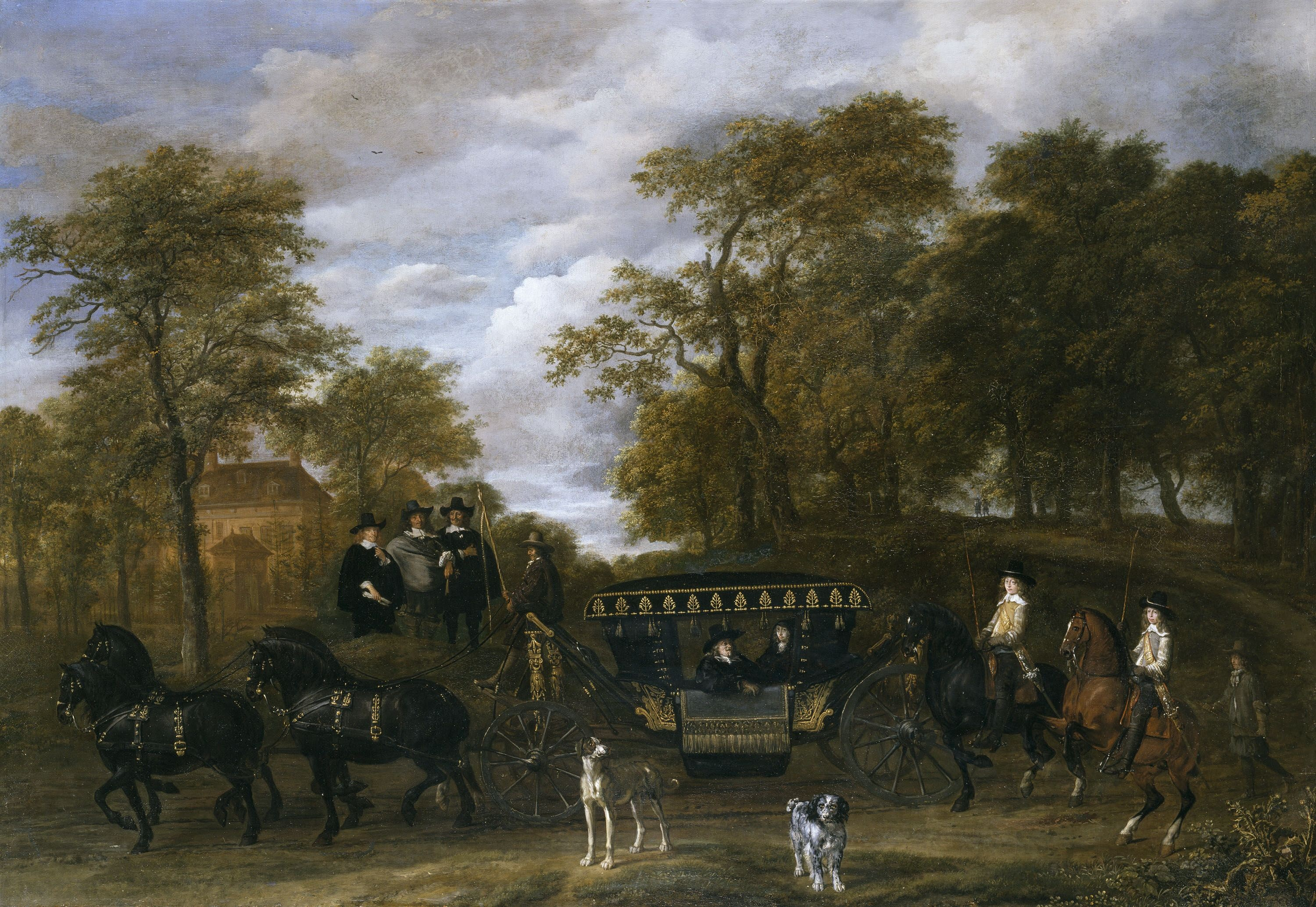
Cornelis de Graeff dans Soestdijk, peint par Jacob van Ruisdael et Thomas de Keyser (1660)
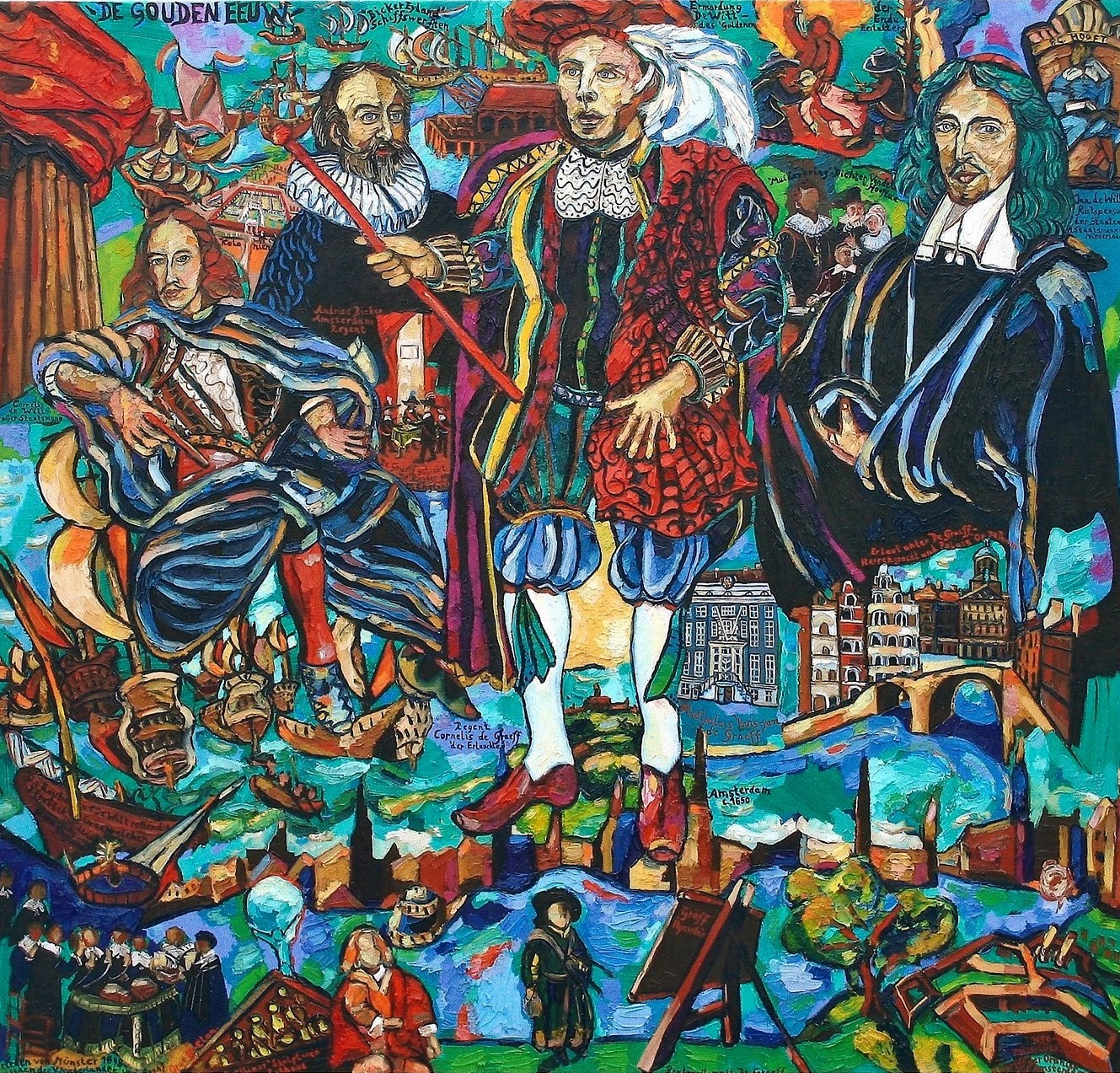
Peinture historique «De Gouden eeuw» (Siècle d'or néerlandais) avec des personnalités comme Cornelis de Graeff (centre). (peinture de Matthias Laurenz Gräff, 2007)